# Petre Andrei
Petre Andrei (Brăila, 29 giugno 1891 – Iași, 4 ottobre 1940) è stato uno scienziato, sociologo, filosofo e politico romeno membro postumo dell'Accademia romena.
Fu volontario al fronte durante la prima guerra mondiale, e anche professore presso il Dipartimento di sociologia dell'Università di Iași, deputato del Partito Nazionale dei Contadini, sottosegretario di Stato ed infine ministro in diversi governi della Romania nel periodo tra le due guerre.

## Biografia
Andrei nacque il 29 giugno 1891 nella città di Brăila, dove frequentò il liceo scientifico "Nicolae Bălcescu". Nel 1910, dopo aver ottenuto l'unica borsa di studio disponibile per quell'anno, si iscrisse i corsi alla Facoltà di Lettere e Filosofia presso l'Università di Iași. I docenti Dimitrie Gusti e Ion Petrovici rimasero talmente colpiti dalle qualità del giovane allievo, che gli conferirono la laurea magna cum laude al termine dei suoi studi, nel 1913. In seguito, ottenne un'altra borsa di studio per gli studi di dottorato. Si specializzò all'Università Federico Guglielmo di Berlino, dove frequentò il corso di logica e storia della filosofia del professor Alois Riehl, ma anche presso l'Università di Lipsia dove frequentò i corsi tenuti da Wilhelm Wundt, Eduard Spranger, Ernst Cassirer e Karl Schmidt.
Nonostante fosse esonerato dal servizio militare, poiché orfano di padre e unica fonte di guadagno della famiglia, si arruolò lo stesso come volontario durante la prima guerra mondiale. Prese parte alle battaglie di Oituz, Slănic e Valea Cașinului, in cui si distintse per il proprio coraggio, meritando di essere decorato con la "Stella di Romania", la "Corona di Romania " e "La croce di guerra barrata".
Subito dopo la prima guerra mondiale, conseguì il dottorato con la tesi Filosofia del valore. Divenne insegnante in istituti superiori e, dal 1922, fu professore presso il Dipartimento di Sociologia dell'Università di Iași. Da professore, fu tra coloro che si opposero all'introduzione della politica nell'Università, e fu oppositore dell'estremismo, sia fascista sia bolscevico, per tutta la vita.
Intraprese la carriera politica entrando nel Partito Nazionale dei Contadini, insieme a molte altre personalità del mondo della cultura e della scienza. Tra il 1928 e il 1933 fu deputato, posizione in cui si distinse per l'ottimo lavoro in parlamento, per il talento oratorio e per le iniziative legislative. Fu nominato sottosegretario di Stato presso il Dipartimento dell'Agricoltura e del Lavoro (1930-1931), sottosegretario di Stato presso il Ministero della Pubblica Istruzione e degli affari Religiosi (1932-1933), e ministro dell'Educazione Nazionale (nel 1938 e nel 1940). In questa veste varò tra le altre, una legge di organizzazione del sistema di istruzione superiore.
Il 28 giugno 1940, nella veste di ministro dell'istruzione e di membro del Consiglio della Corona, Andrei votò a favore della resa pacifica dell'esercito della Bessarabia, della Bucovina del Nord, della Contea di Herta e della Contea di Buceag. Le altre 19 persone che votarono assieme a lui per la resa pacifica sono state: Constantin Anghelescu, Constantin Argetoianu, Ernest Flynn, Aureliano Bentoiu, Mircea Cancicov, Giovanni Christu, Mitiță Constantinescu, Mihail Ghelmegeanu, Ion Gigurtu, Constantin C. Giurescu, Nicolae Hortolomei, Giovanni Ilcuș (ministro della guerra), Ion Macovei, Gheorghe Mironescu, R., Radu Portocala, Mihai Ralea, Victor Slăvescu, Gheorghe Tatarescu (il primo ministro), Florea Țenescu (capo di Stato Maggiore dell'Esercito).
Il cambio di regime politico in Romania, in seguito all'abdicazione del re Carol II e all'istituzione del regime legionario di Antonescu (estrema destra), ebbe alcune conseguenze su Andrei: fu infatti rimosso dall'istruzione superiore, perseguito, indagato e perseguitato. Commise suicidio il 4 ottobre 1940, durante una perquisizione domiciliare che aveva come finalità l'arresto, ingiusto ed ingiustificato, da parte dei legionari, pur di non andare incontro alla stessa sorte di Nicolae Iorga. Durante lo stesso anno, Iorga dichiarò: “Quando si verifica una sconfitta, la bandiera non si arrende, ma la sua stoffa si avvolge intorno al cuore. Il cuore della nostra lotta era l'idea culturale nazionale". Un mese dopo la morte di Andrei, Iorga fu catturato da un gruppo di legionari e assassinato a colpi d'arma da fuoco.

Ecco come Andrei giustificò il suo ultimo gesto nella lettera lasciata alla moglie:
" Io, sebbene completamente innocente, da nessun punto di vista posso vivere umiliato e disprezzato. Non posso sopportare nemmeno la pietà. Ho condotto una vita dignitosa, sempre, e non ho abbassato la testa nemmeno nei momenti più difficili, nemmeno in questi momenti in cui mi viene fatta una terribile ingiustizia. Ecco perché devo finirla ora che si apre una prospettiva così buia. "
In un'altra lettera, lasciata ai suoi figli, precisò quanto segue:
“ Ho la coscienza pulita; che il sangue e la morte cadano sulle teste di chi mi ha scosso i nervi in questo modo. Ho mantenuto un atteggiamento politico diverso rispetto alla guardia di ferro, ma non ho mai perseguitato nessuno e non ho mai compiuto gesti spiacevoli. Ma non posso essere umiliato e degradato. Perché dovrei essere arrestato? Se nel mio cuore ci fosse un briciolo di colpa, patirei qualsiasi cosa, perché me lo sarei meritato. Ma così? Il mio atteggiamento e le mie idee sono chiari nei libri che ho scritto. Andate a controllare e vedrete."
I lavori del filosofo sono stati riscoperti dopo il 1970, quando si iniziò a recuperare e ristampare le sue opere.
Nel 1991 è stato eletto membro post-mortem dell'Accademia romena.

## Opere
Morto a soli 49 anni, Andrei riuscì a realizzare 15 saggi, 5 corsi universitari, oltre 40 studi e articoli specialistici, 25 critiche, 35 convegni e discorsi, 3 relazioni legislative e oltre 75 discorsi e interventi Parlamento. Lo scienziato è considerato uno dei fondatori del sistema delle scienze sociologiche in Romania.
I suoi principali saggi scientifici includono:
- Sociologia della conoscenza e del valore.
- Filosofia del valore
- Il problema della felicità
- Sociologia della rivoluzione (archiviato dall'url originale il 4 ottobre 2013).
- Problemi sociologici.
- Sociologia generale.